# Boxcryptor
Boxcryptor ist eine Software zur Dateiverschlüsselung, insbesondere zur Synchronisation mit einer Vielzahl von Cloud-Speichern.

## Anwendungszweck
Das Sichern von Dateien ist nicht trivial, wenn es sowohl vor Plattenausfall und Fehlbedienung schützen soll als auch vor Virenbefall, Diebstahl, Vandalismus oder Feuer. Daher bieten Firmen Speicher auf ihren Servern an, auch „Cloud-Speicher“ genannt. Dort können Dateien – wahlweise in verschiedenen Bearbeitungsständen – ohne manuellen Eingriff archiviert werden. Ohne gesonderte Verschlüsselung können die Dateiinhalte von Fremden beim Serverbetreiber gelesen oder gar verändert werden. Um dies zu vermeiden, entstanden Programme, die Dateien vor und nach der Übertragung im Internet ver- und entschlüsseln – wie Boxcryptor, MEGA, pCloud und Tresorit.

## Geschichte
Ursprünglich als Hilfswerkzeug entwickelt, wurde Boxcryptor am 5. August 2011 im Dropbox-Forum veröffentlicht. Nach über 1.000 Downloads innerhalb einer Woche entstand die Idee des Start-ups. Die Software wurde sodann unter einem Freemium-Geschäftsmodell vertrieben, basierend auf dem Verkauf proprietärer Softwarelizenzen. Unentgeltlich stand die Software als Basisprodukt für private Nutzung zur Verfügung. Für erweiterte Leistungsmerkmale und kommerzielle Nutzung waren regelmäßig anfallende Gebühren zu entrichten. Das Firmenpaket enthielt weitere Funktionen wie einen Firmenschlüssel, die Zwei-Faktor-Authentifizierung und die Möglichkeit zur Festlegung von Nutzungsrichtlinien.
Besondere Aufmerksamkeit erfuhr die Software nach den Enthüllungen von Edward Snowden zu Überwachungsbestrebungen gegenüber dem Anbieter Dropbox. Infolgedessen stiegen die Nutzerzahlen innerhalb kurzer Zeit stark an.
Am 29. November 2022 kündigte die Secomba GmbH den Verkauf von Boxcryptor an Dropbox an. Gleichzeitig wurde das kostenlose Privatkundenangebot für Neukunden eingestellt. Lediglich laufende Verträge sollten bis zum Vertragsende weiter bedient werden. Dropbox wird die Software in Zukunft nur noch für Geschäftskunden anbieten.

## Versionen
Die ursprüngliche Boxcryptor-Version, boxcryptor Classic, wurde mittlerweile eingestellt und wird nicht mehr unterstützt. Boxcryptor speichert anders als die Classic-Variante den Inhalt des verschlüsselten Ordners nicht im Wurzelverzeichnis des virtuellen Laufwerks, sondern in einem Ordner darin. Falls man mehrere Ordner verschlüsselt, bindet Boxcryptor 2 nicht mehr für jeden ein separates virtuelles Laufwerk ein. Diese tauchen als weitere Ordner im Wurzelverzeichnis des nun einzigen virtuellen Laufwerks auf. Die Verschlüsselung muss per Kontextmenü manuell aktiviert werden. Wird sie für einen Ordner aktiviert, wird der gesamte Inhalt verschlüsselt. Daher kann das virtuelle Laufwerk verschlüsselte und unverschlüsselte Dateien enthalten. Für Boxcryptor 2 lässt sich ein Onlinekonto erstellen, und mehrere Personen lassen sich zu Gruppen zusammenfassen. Dafür wird ein Schlüssel im Boxcryptor-Client erzeugt, der mit dem Nutzerpasswort verschlüsselt zum Schlüssel-Server („key server“) der Secomba GmbH gesendet wird.

## Einsatzbedingungen
Boxcryptor läuft unter Windows, Windows RT, macOS, Linux, Android, iOS, Blackberry, Windows Phone, Windows 10 Mobile sowie mit Google Chrome (als Plug-in). Die Android-App unterstützt SD-Karten als Speicher.

## Funktionen
Zur Datensicherung und zur Datei-Synchronisierung zwischen mehreren Geräten bieten verschiedene Anbieter Online-Datenspeicher an. Der Datenaustausch von und zu diesen Cloud-Speichern erfolgt unverschlüsselt. Um unberechtigtes Mitlesen oder Manipulationen an diesen Dateien zu vermeiden, bietet die Firma Secomba GmbH verschiedene Versionen ihrer boxcryptor-Software an.
Boxcryptor erstellt ein virtuelles Laufwerk im lokalen Computer. Jede Datei, die hier in einem verschlüsselten Ordner gespeichert wird, wird automatisch im Hintergrund verschlüsselt und in einem wählbaren Zielordner abgelegt. Dabei verschlüsselt Boxcryptor die Dateien einzeln und erstellt, im Gegensatz zu TrueCrypt, keine Container. Die Dateinamen bleiben in der kostenlosen Variante im Klartext lesbar. Das verwendete Dateisystem ist zu EncFS kompatibel.

### Unterstützte Cloudspeicher
Da eine Vielzahl von Unternehmen das Dropbox-Geschäftsmodell inzwischen übernahmen, bedient die Boxcryptor-Software die Schnittstellen der Cloud-Speicher von
Dropbox,
Google Drive,
Microsoft OneDrive,
Box,
SugarSync,
MagentaCLOUD,
TrendMicro SafeSync,
Strato HiDrive,
GMX MediaCenter,
Web.de Smartdrive,
CloudMe,
Cubby,
Livedrive,
iCloud Drive,
Yandex Disk,
CloudSafe,
Filespots und
SpiderOak.
Außerdem werden alle Cloud-Speicher unterstützt, die das WebDAV-Protokoll anbieten.

### Portabler Client
Boxcryptor bietet auch einen portablen Client für Windows. Das Programm braucht dann nicht installiert zu werden, sondern kann unmittelbar von etwa einem USB-Stick gestartet werden.

### Whisply-Integration
Mit Whisply wird eine Webanwendung für verschlüsselten Datentransfer angeboten. Seit dem 7. Juli 2016 ist Whisply in Boxcryptor integriert.

## Sicherheit
Boxcryptor nutzt die Verschlüsselungsalgorithmen AES-256 und RSA-4096.

## Alternative
Das Programm Cryptomator bietet ähnliche Funktionen. Es ist ebenfalls für mehrere Betriebssysteme erhältlich, auch für Mobilgeräte. Im Gegensatz zu Boxcryptor ist es quelloffen.